# Michael York
Pour les articles homonymes, voir York (homonymie).
Ne doit pas être confondu avec le hockeyeur sur gazon Michael York
Michael York [ˈmaɪkəl jɔːk] est un acteur et producteur de cinéma britannique né le 27 mars 1942 à  Fulmer (Buckinghamshire).

## Biographie

### Enfance
Michael York naît à Fulmer, dans le Buckinghamshire, fils de Florence Edith May (née Chown), musicienne, et de Joseph Gwynne Johnson, Gallois de Llandovery ancien officier militaire de l'Artillerie royale britannique et cadre chez Marks & Spencer. Il a une sœur ainée, Penelope Anne (née en 1940) et deux sœurs jumelles plus jeunes, Caroline et Bridget (nées en 1947), mais Bridget meurt quelques heures après sa naissance, selon l'autobiographie de l'acteur.
Il grandit à Burgess Hill, dans le Sussex. Pendant son adolescence, il étudie au lycée de garçons de Bromley à Londres, et à l'Université d'Oxford. 

### Carrière
Il commence sa carrière dans une production  de la Veste jaune en 1956, puis, en 1959, fait ses débuts dans le West End, dans Hamlet où il ne fait qu'une apparition.
Avant d'obtenir son diplôme de lettres anglaises à l'Université d'Oxford en 1964, York fait une tournée avec le National Youth Theatre. Après quelque temps au Théâtre de Dundee, il rejoint le National Theatre où il joue en 1965 sous la direction de Franco Zeffirelli dans Beaucoup de bruit pour rien de Shakespeare.
Il fait ses débuts au cinéma dans le rôle de Lucentio dans La Mégère apprivoisée (1967) de Zeffirelli, puis en 1968 dans celui de Tybalt dans l'adaptation de Roméo et Juliette par Zeffirelli, avec Leonard Whiting et Olivia Hussey. Il joue également dans un des premiers films des productions Merchant Ivory, Le Gourou (1969). 
Bisexuel amoral dans le film de Harold Prince Quelque chose pour chacun (1970), Angela Lansbury en comtesse, l'engage comme valet de chambre. En 1972, il interprète un autre personnage bisexuel, Brian Roberts, dans le film  Cabaret (1972) de Bob Fosse, avec Liza Minnelli. En 1977, il retrouve Zeffirelli, pour le rôle de Jean-Baptiste dans Jésus de Nazareth.
En 1973, dans l'adaptation  des Trois Mousquetaires de Richard Lester, il est D'Artagnan, et fait ses débuts à Broadway dans Le Cri de Tennessee Williams.
Un an plus tard, il apparaît dans la suite des Trois Mousquetaires, On l'appelait Milady. Ces deux films, toujours populaires, sont généralement considérés comme la meilleure version cinématographique du roman de Dumas. Quelle est la source ?
Quinze ans plus tard, la plupart des acteurs et des membres de l'équipe se retrouvent pour la suite, Le Retour des Mousquetaires d'après Vingt ans après. 
Multipliant ses apparitions dans des téléfilms et des séries, il s'éloigne petit à petit du grand écran mais tient le rôle récurrent du patron de l'espion comique Mike Myers dans Austin Powers (1997), Austin Powers - l'espion qui m'a tirée (1999) et Austin Powers dans Goldmember (2002). York a joué pour la télévision britannique le rôle de Jolyon (Jolly) dans la saga La Dynastie des Forsyte (1967), ainsi que le rôle principal de L'Âge de cristal (1976).
Depuis le 28 juin 2002, il a son étoile sur le Hollywood Walk of Fame au 6385 Hollywood Boulevard.

### Vie privée
Michael York  épouse, le 27 mars 1968, la photographe Patricia McCallum (née en 1937) rencontrée en 1967. Elle est la mère d'un précédent mariage d'un des producteurs de Star Wars, Rick McCallum.
En 2012, les médecins lui diagnostiquent un cancer des os, mais il s'avère finalement qu'il souffre d'amylose, une très grave maladie rare qui attaque de nombreux organes. Il subit alors une greffe de cellules souches pour soulager les symptômes et annonce publiquement sa maladie en 2013.

## Filmographie

### Comme acteur

#### Cinéma
- 1967 : Red and Blue de Tony Richardson (court métrage)
- 1967 : Liefdesbekentenissen de Wim Verstappen : Peter, le photographe anglais
- 1967 : La Mégère apprivoisée (The Taming of the Shrew) de Franco Zeffirelli : Lucentio
- 1967 : Accident de Joseph Losey : William
- 1967 : 2 Anglaises en délire (Smashing Time) de Desmond Davis : Tom Wabe
- 1968 : Chantage à la drogue (The Strange Affair) de David Greene : Peter Strange
- 1968 : Roméo et Juliette (Romeo and Juliet) de Franco Zeffirelli : Tybalt
- 1969 : Le Guru (The Guru) de James Ivory : Tom Pickle
- 1969 : Alfred le Grand, vainqueur des Vikings (Alfred the Great) de Clive Donner : Guthrum
- 1969 : Justine de George Cukor : Darley
- 1970 : Something for Everyone de Harold Prince : Konrad Ludwig
- 1971 : Zeppelin d'Étienne Périer : Geoffrey Richter-Douglas
- 1971 : La Poudre d'escampette de Philippe de Broca : Basil
- 1972 : Cabaret de Bob Fosse : Brian Roberts
- 1973 : Les Horizons perdus (Lost Horizon) de Charles Jarrott : George Conway
- 1973 : England Made Me de Peter Duffell : Anthony Farrant
- 1973 : Les Trois Mousquetaires (The Three Musketeers) de Richard Lester : D'Artagnan
- 1974 : Le Crime de l'Orient-Express (Murder on the Orient Express) de Sidney Lumet : Le comte Andrenyi
- 1974 : On l'appelait Milady (The Four Musketeers : Milady's Revenge) de Richard Lester : D'Artagnan
- 1975 : Coupable sans visage (Conduct Unbecoming) de Michael Anderson : Le sous-lieutenant Arthur Drake
- 1976 : Seven Nights in Japan de Lewis Gilbert : Le prince George
- 1976 : L'Âge de cristal (Logan's Run) de Michael Anderson : Logan 5
- 1977 : L'Île du docteur Moreau (The Island of Dr Moreau) de Don Taylor : Andrew Braddock
- 1977 : Mon "Beau" légionnaire (The Last Remake of Beau Geste) de Marty Feldman : Beau Geste
- 1978 : Fedora de Billy Wilder : Lui-même
- 1979 : Le Mystère des Sables de Tony Maylam : Charles Carruthers
- 1980 : Final Assignment de Paul Almond : Lyosha Petrov
- 1981 : The White Lions de Mel Stuart : Chris McBride
- 1983 : Au nom de tous les miens de Robert Enrico : le père de Martin Gray / Martin Gray à 40 ans
- 1984 : Le Succès à tout prix (Success Is the Best Revenge) de Jerzy Skolimowski : Alex Rodak
- 1985 : L'Aube (A hajnal) de Miklós Jancsó : John Dawson
- 1987 : Der Joker (de) de Peter Patzak : Le Dr Proper
- 1988 : Le Tueur de la pleine lune (Un delitto poco comune) de Ruggero Deodato : Robert Dominici
- 1988 : Killing Blue de Peter Patzak : Karstens
- 1989 : Le Retour des mousquetaires (The Return of the Musketeers) de Richard Lester : D'Artagnan
- 1990 : Bienvenue au Paradis (Come See the Paradise) d'Alan Parker : Un membre du groupe de musique au bal
- 1991 : Le Vagabond (The Wanderer) d'Andy Crabb : Le vagabond
- 1991 : Eline Vere de Harry Kümel : Lawrence St. Clare
- 1992 : The Long Shadow (A tékozló apa) de Vilmos Zsigmond : Romándy Gábor / Raphael Romandy
- 1993 : Discretion Assured d'Odorico Mendes : Trevor
- 1993 : Wide Sargasso Sea (en) de John Duigan : Paul Mason
- 1995 : Not of This Earth de Terence H. Winkless : Paul Johnson
- 1995 : Gospa de Jakov Sedlar : Milan Vukovic
- 1996 : Arbalète et Rock'n roll (A Young Connecticut Yankee in King Arthur's Court) de Ralph L. Thomas : Merlin
- 1996 : Dark Planet d'Albert Magnoli : Le capitaine Winter, un Alpha
- 1997 : A Christmas Carol de Stan Phillips (vidéofilm) : Bob Cratchit (voix)
- 1997 : Austin Powers (Austin Powers: International Man of Mystery) de Jay Roach : Basil Exposition
- 1997 : Goodbye America (en) de Thierry Notz : Le sénateur Bladon
- 1998 : Merchants of Venus de Len Richmond (vidéofilm) : Alex
- 1998 : Lovers and Liars de Mark Freed : Dick
- 1998 : Le Détonateur (Wrongfully Accused) de Pat Proft : Hibbing Goodhue
- 1998 : Studio 54 (54) de Mark Christopher : L'ambassadeur
- 1998 : The Treat de Jonathan Gems : Simon
- 1999 : Le Chat botté (Puss in Boots) de Phil Nibbelink (vidéofilm) : Le Chat botté (voix)
- 1999 : Le Château des singes de Jean-François Laguionie : Le roi (voix pour la version anglophone)
- 1999 : Austin Powers 2 : L'Espion qui m'a tirée (Austin Powers: The Spy Who Shagged Me) de Jay Roach : Basil Exposition
- 1999 : La Prophétie des ténèbres (The Omega Code) de Robert Marcarelli : Alexander Stone
- 1999 : The Haunting of Hell House de Mitch Marcus : Le professeur Ambrose
- 2000 : The Land Before Time VII: The Stone of Cold Fire (vidéofilm) : Pterano (voix)
- 2000 : Borstal Boy de Peter Sheridan : Joyce
- 2000 : One Hell of a Guy de James David Pasternak (vidéofilm) : Le Diable
- 2001 : La Prophétie des ténèbres II (Megiddo: The Omega Code 2) de Brian Trenchard-Smith : Alexander Stone
- 2002 : Austin Powers dans Goldmember (Austin Powers in Goldmember) de Jay Roach : Basil Exposition
- 2004 : Haute tension à Moscou (Moscow Heat) de Jeff Celentano : Rodzher Chembers
- 2011 : Bruegel, le Moulin et la Croix (The Mill and the Cross) de Lech Majewski : Nicolaes Jonghelinck

#### Télévision
- 1964 : Arrest and Trial (en) (série télévisée, saison 1, épisode 24, A Circle of Strangers ) : Pete Bakalyan
- 1967 : La Dynastie des Forsyte (The Forsyte Saga) (mini-série) : Jolyon « Jolly » Forsyte
- 1968 : The Wednesday Play (série télévisée, saison 1, épisode 113, Rebel in the Grave) : Roger Porlock
- 1974 : Les Grandes Espérances (Great Expectations) de Joseph Hardy (téléfilm) : Pip
- 1977 : Jésus de Nazareth (Jesus of Nazareth) (mini-série) : Jean le Baptiste (VF: Alain Dorval)
- 1977 : BBC2 Play of the Week (série télévisée, saison 1, épisode 5, True Patriot) : Dietrich Bonhoeffer
- 1978 : Beaucoup de bruit pour rien (Much Ado About Nothing) de Donald McWhinnie (téléfilm) : Bénédict
- 1979 : Un homme nommé Intrépide (A Man Called Intrepid) (mini-série) : Evan Michaelian
- 1981 : Vendredi ou la Vie sauvage de Gérard Vergez (téléfilm) : Robinson Crusoé
- 1981 : CBS Library (série télévisée, épisode animé intitulé Misunderstood Monsters) : La Bête (voix)
- 1983 : The Weather in the Streets de Gavin Millar (téléfilm) : Rollo
- 1983 : The Phantom of the Opera de Robert Markowitz (téléfilm) : Michael Hartnell
- 1983 : Parade of Stars de Clark Jones (téléfilm) : Lou Tellegen
- 1984 : The Master of Ballantrae de Douglas Hickox (téléfilm) : James Durrie
- 1985 : Space (en) (mini-série) : Dieter Kolff
- 1985 : Au nom de tous les miens (mini-série) : Le père de Martin Gray / Martin Gray à 40 ans
- 1986 : Le 11e Commandement (Sword of Gideon) de Michael Anderson (téléfilm) : Robert
- 1986 : ABC Afterschool Special (série télévisée, saison 14, épisode 6, Are You My Mother?) : Chet Gordon
- 1986 : Dark Mansions de Jerry London (téléfilm) : Jason Drake
- 1986 : Tall Tales & Legends (série télévisée, saison 1, épisode 6, Ponce de Leon) : Ponce de Leon
- 1987 : Le Secret du Sahara (Il segreto del Sahara) (mini-série) : Desmond Jordan
- 1987 : Côte Ouest (Knots Landing) (série télévisée, saison 9, épisodes 8, 12 à 16, 18 et 19) : Charles Scott
- 1988 : The Far Country de George Trumbull Miller (téléfilm) : Carl Zlinter
- 1988 : The Four Minute Mile de Jim Goddard (téléfilm) : Franz Stampfl
- 1989 : The Heat of the Day de Christopher Morahan (téléfilm) : Robert
- 1989 : Le Cavalier masqué (The Lady and the Highwayman) de John Hough (téléfilm) : Le roi Charles II
- 1989 : Le Secret de Château Valmont (Till We Meet Again) (mini-série) : Paul de Lancel
- 1990 : Le Complot du renard (Night of the Fox) de Charles Jarrott (téléfilm) : Erwin Rommel / Caporal Berger
- 1991 : Les Contes d'Avonlea (Road to Avonlea) (série télévisée, saison 2, épisodes 7 et 10) : Ezekiel Crane
- 1992 : The Magic Paintbrush de Tom Tataranowicz (téléfilm d'animation) : Le roi cupide (voix)
- 1992 : Duel of Hearts de John Hough (téléfilm) : Gervaise Warlingham
- 1992 : La Légende de Prince Vaillant (The Legend of Prince Valiant) (série d'animation, saison 1, épisodes 25 et 26 et saison 2, épisode 1) : Owen
- 1992 : Batman (Batman: The Animated Series) (série d'animation, saison 1, épisode 50, L’Effet Vertigo) : Le comte Werner Vertigo (voix)
- 1993 : David Copperfield de Don Arioli (téléfilm d'animation) : Murdstone (voix)
- 1993 : Batman (Batman: The Animated Series) (série d'animation, saison 1, épisode 54, Zatanna) : Le Dr Montague Kane (voix)
- 1994 : Rochade de Peter Patzak (téléfilm) : Paul Grumbach
- 1994 : TekWar: TekLab de Timothy Bond (téléfilm) : Richard Stewart
- 1994 : Fortitude (Fall from Grace) de Waris Hussein (téléfilm) : Hans-Dieter Stromelburg
- 1994 : ABC Weekend Specials (série d'animation, saison 14, épisode 2, The Magic Flute) : Le roi Sarastro (voix)
- 1995 : L'Énigme d'un jour (L'Ombra abitata) de Massimo Mazzucco : Albert
- 1995 : Une fille à scandales (The Naked Truth) (série télévisée, saison 1, épisode 4, Un petit goût de nostalgie) : Leland Banks
- 1995 : SeaQuest, police des mers (seaQuest DSV) (série télévisée, saison 3, épisodes 1, 6 et 11) : Le président Alexander Bourne
- 1995 : Le Bus magique (The Magic School Bus) (série d'animation, saison 2, épisode 12, Il y a un lézard) : Harry Herp (voix)
- 1996 : La Nouvelle Tribu (mini-série) : Ilya
- 1996 : September de Colin Bucksey (téléfilm) : Edmund
- 1996 : L'Anneau de Cassandra (The Ring) d'Armand Mastroianni (téléfilm) : Walmar von Gotthard
- 1996 : The Great War and the Shaping of the 20th Century (série documentaire, épisodes 1, 2, 4, 5 et 8) : Robert Graves / Harold Owen
- 1996 : Babylon 5 (série télévisée, saison 3, épisode 13, Le Chevalier de la Table Ronde) : David « Arthur » McIntyre
- 1996 : Adventures from the Book of Virtues (série d'animation, saison 1, épisode 4, Compassion) : Androcles / le rabbin (voix)
- 1997 : Sœurs de cœur (True Women) de Karen Arthur (téléfilm) : Lewis Lawshe
- 1997 : Un coup de baguette magique de Roger Vadim (téléfilm) : Ilya
- 1997 : The Ripper de Janet Meyers (téléfilm) : Sir Charles Warren
- 1997 : Austin Powers' Electric Pussycat Swingers Club de Bruce Leddy et Joe Perota (téléfilm) : Un membre du groupe The Swingers Club
- 1997 : Sliders : Les Mondes parallèles (Sliders) (série télévisée, saison 3, épisode 25, Un monde hybride) : Le Dr Vargas
- 1997 : Superman, l'Ange de Métropolis (Superman: The Animated Series) (série d'animation, saison 1, épisode 12, Armes diaboliques) : Kanto
- 1998 : Glory, Glory de Robert Butler : Le révérend Hopewell
- 1998 : De parfaits petits anges (Perfect Little Angels) de Timothy Bond (téléfilm) : Le Dr Calvin Lawrence
- 1998 : Le Chevalier hors du temps (A Knight in Camelot) de Roger Young (téléfilm) : Le roi Arthur
- 1998 : La Loi du colt (Dead Man's Gun) (série télévisée, saison 2, épisode 7, Le Collectionneur) : Herr Friederich Von Huber
- 2001 : The Lot[pas clair] (série télévisée, saison 2, épisodes 7 et 8) : Colin Rhome
- 2002 : Hôpital San Francisco (Presidio Med) (série télévisée, saison 1, épisode 5, Secrets et Mensonges) : Le père de Matt
- 2002 : Orson Welles Tales from the Black Museum (série télévisée) : L'inspecteur Russell
- 2002 : Liberty's Kids: Est. 1776 (série d'animation, saison 1, épisodes 15 et 16) : L'amiral Howe (voix)
- 2004 : Crusader (TV) : McGovern
- 2004 : La Femme mousquetaire (Lady Musketier) (feuilleton TV) : D'Artagnan
- 2005 : Icône (Icon) (TV) : Sir Nigel Irvine
- 2006 : New York, section criminelle (saison 5, épisode 11)  :  Bernard Fremont
- 2009 : Star Wars: The Clone Wars : Le Dr Nuvo Vindi (voix)
- 2010 : Tom et Jerry : Élémentaire, mon cher Jerry (Tom and Jerry Meet Sherlock Holmes) : Sherlock Holmes (voix)
- 2010 : How I Met Your Mother (série télévisée, saison 5, épisode 22) : Jefferson Van Smoot

### Comme producteur
- 1979 : The Riddle of the Sands de Tony Maylam
- 2001 : La Prophétie des ténèbres II (Megiddo: The Omega Code 2) de Brian Trenchard-Smith

## Distinctions

### Récompenses
- Audie Award for "The Fencing Master" July 2000
- Publisher's Weekly "Listen Up" Award for "The Lion, the Witch and the Wardrobe" Harper Audio 2001
- Primetime Emmy Nomination for AMC's "The Lot" 2001 Star, Hollywood Walk of Fame June 28, 2002

## Voix françaises
En France, Hervé Bellon est la voix française régulière de Michael York. Bernard Murat l'a également doublé à cinq reprises.